# حشبون
حشبون أو حسبان كانت بلدة قديمة تقع شرق نهر الأردن في ما هو الآن في المملكة الأردنية الهاشمية، داخل أراضي عمون القديمة. واليوم، هو خراب، يحمل الاسم العربي القديم، تل حسبان، تقع على 9 كيلومترات (5.6 ميل) شمال مادبا.